# 柱島泊地
柱島泊地（はしらじまはくち）は、広島県呉港の近く、広島湾内にある柱島（山口県岩国市）の南西沖合に設けられていた大日本帝国海軍の艦艇停泊地である。

## 概要
泊地の位置は柱島南西の沖合、周防大島と柱島諸島に囲まれた海域である。特に範囲が決められてはいなかったが、柱島の南西沖合北緯33度58分40秒東経132度24分5秒に旗艦ブイが置かれていたことから、そこを中心とする認識があったと思われる。
泊地（安芸灘）から艦艇の出撃には、諸島水道（情島の東側）を通り、南の伊予灘へ抜けた。
現在の自衛隊訓令における呉周辺の船舶定係港は「江田内:津久茂山山頂から250度に引いた線及び陸岸により囲まれた海面」とされており、この柱島泊地は含まれない。